# DreadOut: Keepers of the Dark
DreadOut: Keepers of the Dark (с англ. — «Страх: Хранители тьмы») — самостоятельное дополнение к компьютерной игре DreadOut в жанре survival horror от третьего лица, разработанное и изданное индонезийской студией Digital Happiness. Keepers of the Dark была анонсирована 20 мая 2015 года, а дебютный трейлер вышел 29 октября. Как и DreadOut, дополнение использует игровой движок Unity. Изначально игра должна была выйти в 2015 году, однако в конечном итоге выход состоялся 24 марта 2016 года, через цифровой магазин Steam. Дополнение было выпущено только для PC-совместимых компьютеров под управлением операционной системы Windows, несмотря на то, что оригинальная DreadOut также вышла на Linux и OS X.
Во многом игровой процесс дополнения почти полностью идентичен DreadOut. Так же, как и в предшественнице, игрок берёт на себя роль индонезийской школьницы Линды, которая сталкивается со злыми духами и борется с ними при помощи камеры смартфона. Однако если в оригинальной игре было линейное повествование с постепенным развитием истории, то в дополнении упор сделан на нелинейное прохождение и битвы с боссами. Повествование разворачивается во время событий оригинальной DreadOut: после того, как собственное отражение притянуло Линду к зеркалу, она оказывается в ловушке в неизвестном мире, в котором обнаруживает восемь дверей. Каждая ведёт в тот или иной мир, которым правит злой дух. Чтобы вернуться в свой мир, Линде предстоит изгнать злых духов.
Keepers of the Dark получила преимущественно положительные оценки от игровых журналистов. Среди положительных сторон проекта отмечались игровой процесс в плане борьбы с призраками, сами новые призраки, их предыстории и дизайн, саундтрек, общая жуткая и пугающая атмосфера, а также концепция игры. Тем не менее многие минусы дополнения, которые присущи и основной игре, не позволили рецензентам поставить более высокие оценки. Среди них: громоздкое управление, устаревшая графика, плохая оптимизация, монотонность игрового процесса, частые баги и всё, что связано с сюжетом — большая часть журналистов критиковали его за поверхностность и недостаточную проработанность, из-за которой суть происходящего часто не очевидна, и второстепенность по отношению к игровому процессу.

## Игровой процесс

Центральная локация игры, из которой Линда попадает в другие уровни. Перед ней можно заметить несколько дверей, которые и ведут на тот или иной уровень.

DreadOut: Keepers of the Dark представляет собой самостоятельное дополнение к компьютерной игре DreadOut, что означает, что для его запуска не обязательно наличие оригинальной игры. Так же, как и DreadOut, Keepers of the Dark выполнена в жанре survival horror от третьего лица, где игрок берёт на себя роль индонезийской школьницы Линды, которая сталкивается со злыми духами. Во многом центральная механика игры аналогична как прошлой DreadOut, так и той, что использовалась в японской серии игр Fatal Frame. Игрок использует цифровую камеру смартфона, чтобы взаимодействовать (или отбиваться) от различных призраков и решать головоломки.
В отличие от DreadOut, в Keepers of the Dark реализован иной подход к игровому процессу: если в оригинальной игре было линейное повествование с постепенным развитием истории и исследованием локаций, то в дополнении упор сделан на нелинейное прохождение и битвы с боссами. Центральная локация игры — коридор с восемью дверями, каждая из которых ведёт на тот или иной уровень, где и происходит битва с боссом-призраком. Рядом с дверями находятся зажжённые свечи — их количество показывает, сколько находится призраков в локации за дверью. При победе над призраком свечи у двери затухают. Хоть дополнение и позволяет технически проходить уровни в любом порядке, тем не менее для победы над некоторыми боссами необходимо собрать предметы в других уровнях. Таким образом, чтобы пройти игру игроку потребуется посетить некоторые уровни несколько раз.
Большая часть локаций была взята из предыдущей игры, за исключением двух новых, которые были вырезаны из оригинальной DreadOut. В отличие от локаций, дизайн всех призраков был создан с нуля: всего игра насчитывает 13 совершенно новых призраков, отсутствовавших в DreadOut. Помимо сражений с боссами игроку предстоит решать головоломки и собирать коллекционные предметы, которые раскрывают подробности сюжета основной игры. Некоторые из этих коллекционных предметов рассказывают предыстории боссов-призраков, но в отличие от DreadOut, которая давала описание призрака в общих чертах согласно индонезийской мифологии, в Keepers of the Dark каждый дух получил свою собственную уникальную предысторию, которая объясняет, почему он стал злым призраком и не может найти покой. В коридоре, соединяющем уровни, также находится некий уборщик, с которым можно взаимодействовать и вступать в диалог.

## Сюжет
Сюжет Keepers of the Dark развивается после сражения Линды и Таинственной девушки в красном в финале DreadOut, но до непосредственно концовки.
После того, как собственное отражение притянуло Линду к зеркалу, она вновь попадает в лимб, где на её пути встречаются призрачные сцены из основной игры. Позже Линда оказывается в ловушке в неизвестном мире, где она обнаруживает восемь дверей. Они ведут в восемь различных миров, каждым из которых правит тот или иной злой дух. Попутно борьбе с призраками и духами Линда общается с таинственным уборщиком, который рассказывает ей, куда она попала и даёт размытые и странные советы. После исследования всех царств и изгнания злых духов Линда открывает секретную дверь, ведущую в последнее царство. Там ей бросает вызов Змеиная Госпожа — ещё один злой дух. Одолев её, Линда прикасается к зеркалу на стене и телепортируется обратно ко входу в школу из начала DreadOut.

## Разработка и выход
| Системные требования | Системные требования                        | Системные требования                                |
| -------------------- | ------------------------------------------- | --------------------------------------------------- |
|                      | Минимальные                                 | Рекомендуемые                                       |
| Windows              |                                             |                                                     |
| ОС                   | 64-разрядные Windows 7                      | 64-разрядные Windows 7, 64-разрядные Windows 8      |
| ЦПУ                  | Четырехъядерный процессор мощностью 2,4 ГГц | Intel Core i5-2300 или AMD Phenom II X4 940         |
| Объём ОЗУ            | 4 ГБ                                        | 8 ГБ                                                |
| Место на диске       | 5 ГБ                                        | 5 ГБ                                                |
| Видеокарта           | NVIDIA GeForce GTS 450 DirectX 9            | NVIDIA GeForce 550 или AMD Radeon HD 7750 DirectX 9 |
| Звуковая плата       | DirectX совместимая                         | DirectX совместимая                                 |

Как и предыдущая игра серии, DreadOut: Keepers of the Dark разработана индонезийской студией Digital Happiness. Разработка велась на движке Unity, который команда использовала при создании оригинальной игры. Дополнение создавалось как завершение истории оригинальной DreadOut. Среди новых уровней использовалось несколько локаций, вырезанных из DreadOut, а образ каждого из восьми злых духов, которым противостоит Линда, были придуманы людьми, пожертвовавшими деньги во время краудфандинг-кампании DreadOut на Indiegogo; в прошлой игре образы духов создавались с упором на индонезийскую мифологию. По словам Digital Happines, причина выпуска Keepers of the Dark как самостоятельного дополнения послужило желание привлечь новых игроков, которые не играли в DreadOut или интересовались только играми с нелинейным игровым процессом.

### Продвижение и выход
Первое упоминание Keepers of the Dark и фактический анонс игры произошёл 20 мая 2015 года на индонезийском подразделении сайта Tech in Asia. Несколько дней спустя, 23 мая, уже сами разработчики анонсировали игру в записи блога на официальном сайте DreadOut. 29 октября вышел тизер-трейлер дополнения, приуроченный к Хэллоуину. Изначально игра должна была выйти в том же году, однако 23 декабря команда разработчиков объявила о переносе релиза на начало следующего года. 12 марта, за десять дней до выхода игры, вышел сюжетный трейлер, раскрывающий подробности истории Линды в дополнении. 24 марта 2016 состоялся релиз на Windows. Одновременно с выходом игры был выпущен финальный трейлер и обращение команды разработчиков к игрокам: в Digital Happines заявили, что возьмут хиатус в работе над серией на неопределённый срок:
Несмотря на то, что мы так весело проводим время и глубоко влюблены в Линду и её старания по сохранению наших жизней, пришло время объявить, что после Keepers of the Dark Линда на некоторое время уйдет поразмышлять о своей судьбе. Мы пока ничего не можем обещать вам касательно будущего Линды, но мы сделаем всё возможное, чтобы сохранить ей жизнь в наших будущих играх (скрестим пальцы).
Оригинальный текст (англ.)Even though we are having so much fun and deeply in love with Linda and her hardworking job to keep us alive, now it’s time to announce that after Keepers of the Dark, Linda will be gone for a while contemplating on her fate. We can't promise you anything about Linda's future for a while, but we will try our best to keep her alive on our upcoming titles (fingers crossed).
Чтобы поспособствовать продажам, одновременно с выходом проекта разработчики снизили цену игры на 10% в течение недели, а также на саму DreadOut на 66%. Помимо этого, Digital Happines провела несколько розыгрышей совместно с сайтами PC Invasion, Bloody Disgusting и Rely on Horror, разыграв среди их читателей, соответственно, 15, 10 и 10 копий одновременно и DreadOut, и Keepers of the Dark. 8 августа 2016 года в честь дня игр в Индонезии, инициированного Индонезийской игровой ассоциацией, Digital Happines в качестве поддержки мероприятия вновь снизили цены на DreadOut и Keepers of the Dark. В августе 2017 года дополнение вошло в состав тематического Humble Bundle: если покупатель заплатит от одного доллара и выше, то получит Keppers of the Dark, оригинальную DreadOut, а также игры Dead Age и Lakeview Cabin Collection. Кроме того, за покупку того же набора за $6.08 или выше открывался доступ к Alien: Isolation, Layers of Fear: Masterpiece Edition (вместе с загружаемым контентом) и Five Nights at Freddy’s: Sister Location, а от $10 и выше — Dead by Daylight.

## Восприятие
| Иноязычные издания | Иноязычные издания |
| Издание            | Оценка             |
| ------------------ | ------------------ |
| Eurogamer          | 7/10               |
| Multiplayer.it     | 7/10               |
| CinemaBlend.com    | 4/5                |
| Rely on Horror     | 6/10               |

### Списки и рейтинги
Keepers of the Dark вошла в список «10 лучших индонезийских игр 2016 года» по версии индонезийского подразделения сайта Tech in Asia. Ризки Маулана, составитель списка, заявил, что дополнение улучшает формулу скримеров из предыдущей игры и посоветовал дополнение поклонникам игр в жанре ужасов. Индонезийский игровой портал Dunia Games в лице автора Ризки Нуркахьянто включил игру в схожий список под названием «10 игр в жанре ужасов от индонезийских разработчиков, в которые вы должны поиграть». Помимо дополнения в список также отдельно вошли первая и вторая части DreadOut. В феврале 2023 года наряду с другими играми серии дополнение было отмечено Министерством туризма и креативной экономики Республики Индонезия как одна из лучших индонезийских игр в жанре ужасов.

### Рецензии международной прессы
Марко Прочиды из итальянского подразделения Eurogamer назвал управление громоздким и не очень плавным, но посчитал, что это не обязательно является недостатком — он сравнил управление с таковым в первых частях Resident Evil, где неудобства в игровом процессе создавали ещё большее напряжение и усиливали чувство опасности. Обозреватель посчитал Keepers of the Dark страшной игрой, которая пугает даже хорошо знакомых с жанром ужасов игроков. Марко был разочарован использованием Unity в качестве игрового движка, так как на тот момент он являлся устаревшим и не позволял использовать продвинутые графические технологии, вроде комплексных световых эффектов, сложных теней или большого количества полигонов у внутриигровых моделей. Тем не менее автор остался доволен саундтреком и подытожил обзор словами, что «Keepers of the Dark — игра не для тех, кого легко впечатлить», но посоветовал её тем, кто ищет сильные эмоции и тревожные ужасы, полных адреналина и напряжения.
Маттиа Армани из Multiplayer.it посчитал проект доступным и сбалансированным. Он отметил, что для понимания сюжета Keepers of the Dark необходимо ознакомиться с самой DreadOut, хоть история в дополнении и играет второстепенную роль относительно игрового процесса. Подробно Маттиа описал битвы с боссами: по его мнению, они представляют собой череду проб и ошибок, которую проходит игрок пока не поймёт принцип победы над каждым конкретным призраком, после чего сражения проходятся довольно просто и легко. С одной стороны, отмечает рецензент, это делает прохождение слишком простым, но с другой делает игру более доступной для широкой аудитории. Графика по словам журналиста «оставляет желать лучшего». Сдержано были приняты и катсцены из статичных изображений, которые мало о чём говорят и не вносят ясность в повествование.
Хильди Нарарья из индонезийского подразделения сайта Tech in Asia написал наиболее благосклонную рецензию. Нарарья посчитал, что в дополнение можно играть и без знания истории DreadOut, ибо самой лучшей частью Keepers of the Dark является её игровой процесс, а не сюжет. Однако он отметил, что по сравнению с DreadOut игровой процесс не сильно изменился, и что он не особо ориентирован на сюжет. По его словам, весь сюжет дополнения подан набором катсцен, представляющих отрывки воспоминаний, из-за чего не удаётся понять как историю самого дополнения, так и оригинальной игры. Хильди похвалил дизайн новых призраков, отметив уникальность их поведения во время боёв, множество пугающих моментов, «которые могут надолго остаться в вашей памяти», а также саундтрек и звуковое сопровождение в целом.
Дестини Мэддокс из Rely on Horror хоть и отнеслась к работе Digital Happines более критически, заявила, что несмотря на все технические проблемы Keepers of the Dark всё же способна удержать интерес игрока. Мэддокс посчитала, что DreadOut представляет собой игру с замечательной концепцией и талантливой командой разработчиков, которые, однако, слишком поспешили в процессе создания дополнения, отчего Keepers of the Dark кажется «столь же поспешным в производстве», как и предыдущая игра серии. Она похвалила предыстории новых призраков и сражения с ними, новый подход с нелинейным повествованием, заточенным под битвы с боссами, а также короткое время загрузки. К минусам были причислены плохая оптимизация, монотонность игрового процесса и частые баги. Дестини выразила мнение, что у Keepers of the Dark был большой потенциал, но разработчики не смогли реализовать его в достаточной степени.
Уэс Коуэн из HorrorBuzz.com в целом остался доволен Keepers of the Dark, хоть и отметил, что она нуждается в дальнейшем улучшении. Критике подверглось малое количество внутриигровых подсказок и намёков на то, какие действия требуются от игрока, из-за чего иногда становится неочевидно, что необходимо делать для продвижения по игре. Также в список минусов было причислено слабое раскрытие истории дополнения в угоду подробностям сюжета основной DreadOut. Также, как и Мэддокс, Коуэн похвалил нестандартность новых призраков, чьи образы создавали поклонники серии, поддержавшие DreadOut в краудфандиг-кампании на Indiegogo, хоть он и отметил, что вместе с этим пропадает некий шарм призраков из прошлой игры, которые были навеяны индонезийской мифологией. Отдельно Уэс похвалил саундтрек дополнения, но отметил, что песен в этот раз стало значительно меньше.